# Bodianus flavipinnis
Bodianus flavipinnis Gomon, 2001 è un pesce di acqua salata appartenente alla famiglia Labridae.

## Distribuzione e habitat
Proviene da Australia e Nuova Zelanda, nell'oceano Pacifico. Spesso si rintana in anfratti rocciosi e nuota a una profondità che varia dai 30 ai 150 m.

## Descrizione
Presenta un corpo compresso lateralmente, mediamente alto e non particolarmente allungato, con il profilo della testa decisamente appuntito. La pinna dorsale e la pinna anale sono basse e lunghe, mentre la pinna caudale non è biforcuta. Non supera i 36,8 cm.
La sua livrea non è particolarmente variabile, ma ha dei colori abbastanza accesi: il corpo è prevalentemente rosso, con il ventre più chiaro, a volte bianco, mentre le pinne sono di un giallo piuttosto intenso; da esse deriva appunto il nome di questo pesce, B. flavipinnis.

## Riproduzione
È oviparo e la fecondazione è esterna; non ci sono cure nei confronti delle uova.

## Conservazione
È classificato come "dati insufficienti" (DD) dalla lista rossa IUCN perché è noto che viene catturato durante la pesca a strascico, ma non si sa precisamente in che quantità e su come questa quantità incida sulla popolazione di questa specie.